# Kaple svatého Josefa (Druzcov)
Kaple svatého Josefa v Druzcově, uváděna též se zasvěcením sv. Archandělu Michaelovi, je drobnější sakrální stavbou stojící v jihozápadní části obce, u křižovatky průjezdní silnice směřující z Křižan do Osečné s místní komunikací.

## Historie
Současná klasicistní kaple byla postavena v roce 1834 na obecné náklady na místě původní dřevěné kaple.

## Architektura
Kaple je obdélného půdorysu s ustupujícím půlkulatým závěrem. Střecha je valbová vyskládaná z živičných šablon. Na vrcholu střechy se nachází polygonální oplechovaná lucerna se zvonem. Vstulní jihozápadní průčelí kaple lemuje čtveřice půlkruhových pilastrů s jednoduchými patkami, hlavicemi a hladkými dříky. Pilatry nesou v omítce barevně odlišené kladí s překladem. V průčelí je jednoduchý, omítkou barevně odlišený, tympanon. Ve střední ose je umístěn vstup do kaple, který je orámovaný jednoduchým pravoúhlým portálem. Tympanon nad vstupem, který je jednoduše profilovaný, nese dvojice volutových patek. Boční průčelí a závěr kaple dělí vždy čtveřice pilastrů obdélného průřezu, jejichž patky a hlavice mají podobný charakter jako pilastry hlavního průčelí.